# Avenue Henri-Barbusse (Villeurbanne)

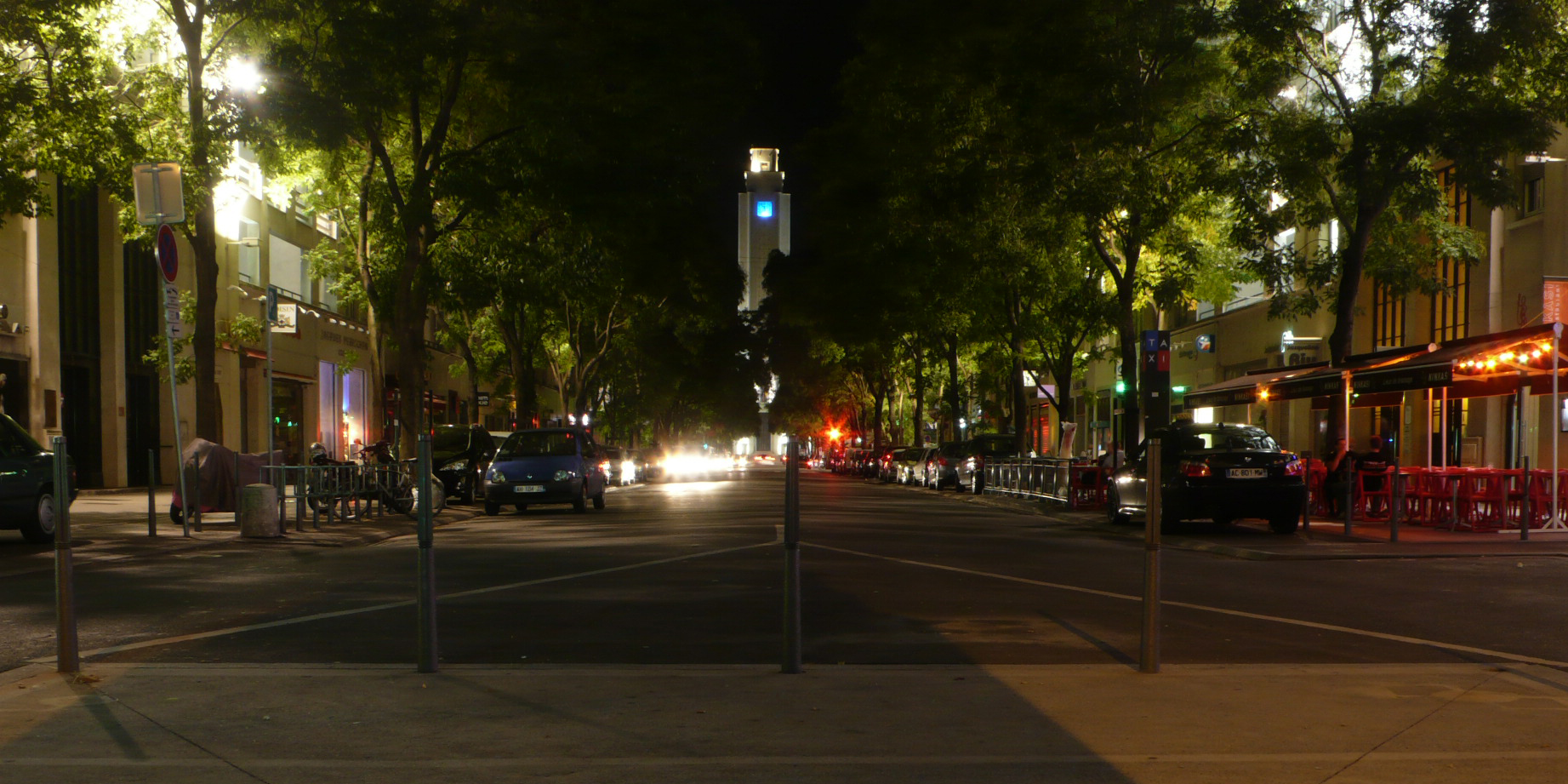
Vue nocturne de la rue, en direction de la mairie de Villeurbanne.

Pour les articles homonymes, voir Avenue Henri-Barbusse.
L'avenue Henri-Barbusse est une voie de la commune française de Villeurbanne.

## Situation et accès
C'est l'avenue centrale du quartier des Gratte-Ciel .
Rue commerçante, elle fait face à l'Hôtel de Ville de Villeurbanne, et est bordée de part et d'autre par l'ensemble architectural des Gratte-Ciel. Parallèle à la rue Paul-Verlaine à l'est et la rue Michel-Servet à l'ouest, elle relie l'avenue Aristide-Briand, face à l'Hôtel de ville, au cours Émile-Zola, et est traversée par la rue Anatole-France.

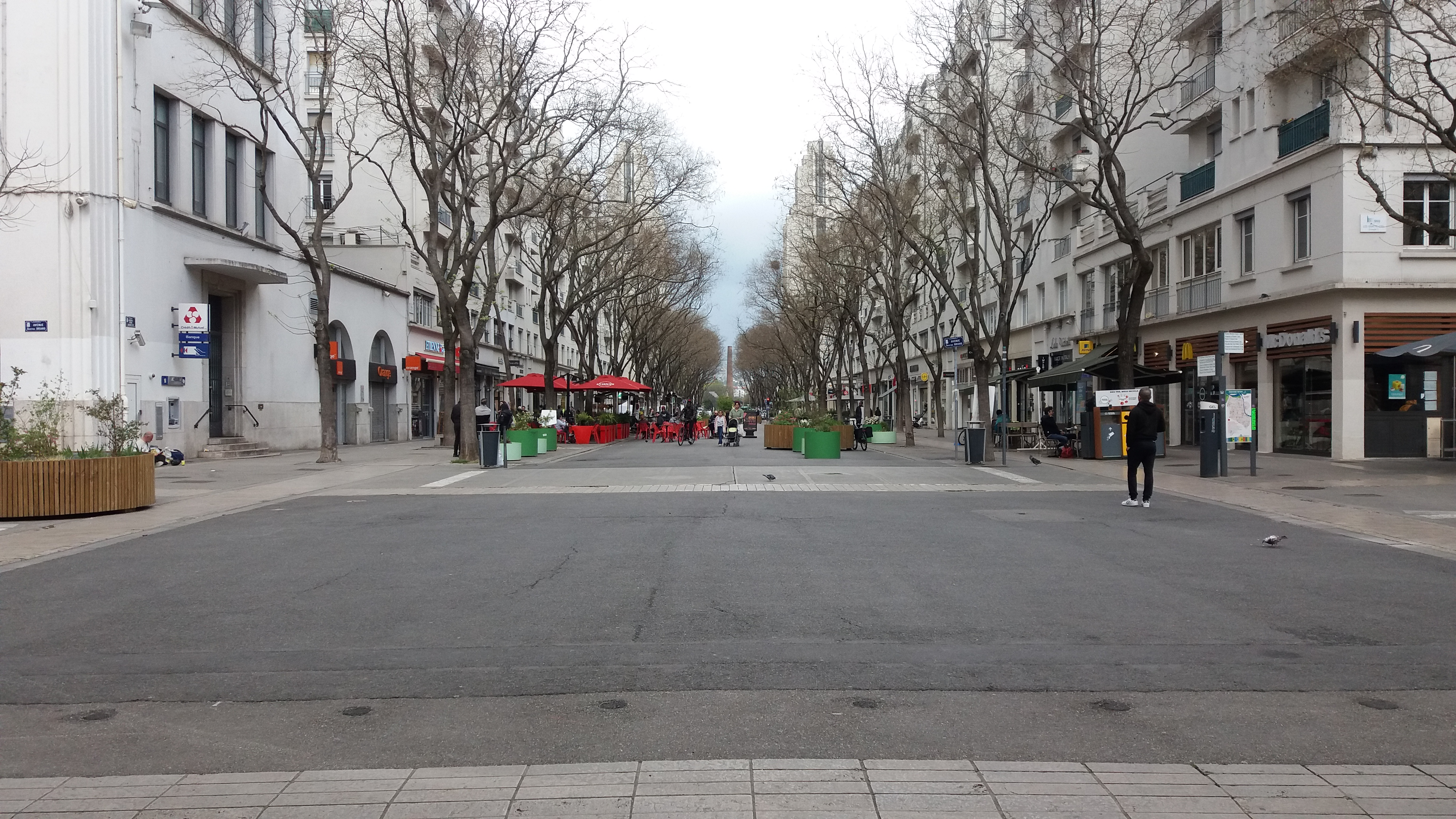
Vue de l'avenue depuis la mairie de Villeurbanne, 2022.

## Origine du nom
Elle rend honneur à l'écrivain Henri Barbusse (1873-1935).

## Historique
Elle a porté le nom d'« avenue de l'Hôtel-de-Ville ».